# Amatiño
Plus connu sous son nom de plume Amatiño, Luis Aranberri (né à Eibar en 1945) est l’un de ceux qui représentent le mieux le mouvement du nouveau journalisme en langue basque ou euskara. 

## Biographie
Apparaissant au début des années 1970, parallèlement au retour et à l’ancrage des institutions démocratiques au Pays basque, ce courant journalistique aura pour corollaire le développement et la consolidation d’une expression informative basque pratiquement inexistante il y a une génération.
Le bannissement de toute expression dans une langue différente du castillan, la censure politique et la soumission des médias à la pensée officielle pendant la dictature avaient entravé le développement normal d’une presse en langue basque.
Parallèlement, l’absence de journalistes professionnels formés en euskara, ainsi que l’engagement social et politique marqué – aux marges de la clandestinité – des écrivains qui collaboraient à travers leurs articles d’opinion, font à l’époque des revues en langue basque des médias d’opinion plus que des organes d’information générale. C’est dans ce contexte qu’apparaît une génération de pionniers comme Javier de Aranburu, Miren Jone Azurza, Mikel Atxaga. Et leur benjamin à tous, Luis A. Aranberri Mendizabal.
Luis Aranberri fait ses premières armes en 1964 sous le pseudonyme d’Amatiño, comme correspondant local de l’hebdomadaire Z. Argia. En 1972, il crée le service d’information générale Zenbat Gara. Lequel va se convertir sans tarder en référence informative incontournable de la balbutiante renaissance du monde de la culture basque.

Cinq ans plus tard, l’historien et essayiste Joseba Intxausti écrit à son sujet : 

« Amatiño est essentiellement un journaliste. Son travail est lié à Z. Argia, premier hebdomadaire en langue basque créé en 1963. Où il fait alors preuve d’un professionnalisme surprenant pour un écrivain autodidacte. Il possède un langage direct, informatif, un style marqué au coin de l’ironie, à l’occasion badin. Dans ce genre, nous tenons probablement en lui la première plume du pays »

 ("Euskal Idazleak Gaur". Juan Mari Torrealday. San Sebastian. 1977).
 
La popularité d’Amatiño se transpose au monde de l’expression en espagnol quand il entre, en 1976, au service culture du nouveau quotidien Deia. Et s’affirme plus encore, quand on lui confie la mise en marche des services d’information de la ETB, la télévision publique basque, laquelle commence à émettre le 1er janvier 1983.

## Expérience

### Expérience journalistique
- 1964-1976 – Reporter à la revue Argia
- 1977-1978 – Journaliste chef de la section culture du quotidien Deia
- 1983-1984 – Chef des informations générales de la télévision publique basque, ETB
- 1985-1986 – Directeur de la télévision basque ETB .
- 1986-1988 – Rédacteur en chef de l’hebdomadaire Eguna.
- 1989-1990 – Rédacteur en chef adjoint du quotidien Deia
- 1991-1995 – Directeur de la télévision basque ETB.
- Directeur et présentateur de sept programmes de télévision.
- Chroniqueur quotidien ou hebdomadaire pendant 40 ans.

### Expérience dans l'administration
- 1979-1980 – Responsable du département de promotion de la culture au sein du Conseil général du Pays basque.
- 1980-1982 - Directeur du Département de promotion de la langue basque au gouvernement basque
- 1995-1998 – Directeur de la section des affaires de la présidence au Parlement basque.
- 1999-2002 - Directeur du bureau départemental pour l’Industrie, le Tourisme et le Commerce
- 2004 - Directeur de la communication des instances de direction du Parti nationaliste basque EAJ-PNV : Euzkadi Buru Batzar.

## Reconnaissance de son travail de journaliste
- Prix Kirikino au meilleur journaliste en langue basque. Durango, 1976.
- Bourse du British Council, Violence on TV. Université de Manchester. 1986.
- Prix Emakunde. Presse écrite. Bilbao, 1990.
- Prix Becerro de Bengoa pour Intelektualak eta telebista. Gasteiz-Vitoria, 1996.
- Membre correspondant d’Euskaltzaindia, Académie de la langue basque. 2006